# Jessica Parker Kennedy
Jessica Parker Kennedy (Calgary, 3 de outubro de 1984), é uma atriz canadense. Mais conhecida por interpretar Nora West-Allen, filha de Barry Allen/Flash na série The Flash e também pelo papel de Max, na série Black Sails.

## Biografia
Jessica nasceu na cidade de Calgary em Alberta no Canadá, mas seu pai é descendente de italianos e sua mãe de afro-americanos.
Em 1991, a Jessica Parker Kennedy começou a atuar a partir dos 7 anos, em pequenas produções locais da sua cidade. Depois estudou artes cênicas na "Mount Royal University" do Canadá.

## Carreira de atriz
Sua carreira de atriz profissional começou em 2006, no telefilme Santa Baby.
Em 2008, estrelou ao lado de Selena Gomez e Jane Lynch no filme Another Cinderella Story, onde interpretou Tami.
Em 2009 fez a continuação do filme Santa Baby, chamado Santa Baby 2: Christmas Maybe. E interpretou Beatriz na minissérie Valemont, que foi ao ar na MTV.
Além disso, também fez participações nas séries Fear Itself, Brothers & Sisters, Lie to Me, The Troop, Fairly Legal e Visitors. Ela também fez a personagem recorrente Betty Sans Souci, mais conhecida como a vilã "Plastique", da série Smallville.
Em 2010 fez Lizzy, a irmã de Samantha Bloom da série Undercovers, mas foi substituída por Mekia Cox após o primeiro episódio.
Em 2011, ela apareceu nos filmes "50/50", e também em "In Time" e em "Bad Meat"
E de 2011 até 2012, interpretou a bruxa Melissa Glaser, um dos papéis principais na série de televisão "The Secret Circle", da CW. Melissa é uma bruxa esperta e sentimental que faz parte do círculo, também é a melhor amiga de Faye Chamberlain (interpretada por Phoebe Tonkin) e tem um relacionamento complicado com Nick Armstrong (interpretado por Louis Hunter).
De 2012 a 2013, fez Megan Rose na série 90210.
De 2014 a 2017, interpretou a perspicaz Max, uma meretriz que luta por sobrevivência e ascensão social em Nassau, capital da Ilha de Nova Providência, nas Bahamas, morada e centro comercial para piratas no século XVIII, na série da Starz, Black Sails.
Em 2018, atua como Nora West-Allen, filha de Barry Allen/Flash e Iris West na 5ª temporada da série de televisão "The Flash", da CW.

## Filmografia
| Ano  | Título                          | Papel          | Notas     |
| ---- | ------------------------------- | -------------- | --------- |
| 2017 | Gemini                          | Sierra         |           |
| 2013 | Quase Casadas                   | Casey          |           |
| 2011 | Bad Meat                        | Estelle        |           |
| 2011 | In Time                         | Edouarda       |           |
| 2011 | 50/50                           | Jackie         |           |
| 2011 | Collision Earth                 | Brooke Adamson | Telefilme |
| 2011 | Behemoth                        | Zoe            | Telefilme |
| 2010 | Karma Inc.                      | Candy          | Curta     |
| 2009 | Santa Baby 2: Christmas Maybe   | Lucy the Elf   | Telefilme |
| 2008 | Desperate Hours: An Amber Alert | Sandy          | Telefilme |
| 2008 | Another Cinderella Story        | Tami           |           |
| 2007 | Decoys 2: Alien Seduction       | Beautiful Girl |           |
| 2006 | Santa Baby                      | Lucy the Elf   | Telefilme |

### Televisão
| Ano             | Título                          | Papel                        | Notas                                                                           |
| --------------- | ------------------------------- | ---------------------------- | ------------------------------------------------------------------------------- |
| 2023            | Percy Jackson and The Olympians | Medusa                       | Episódio: "We Visit the Garden Gnome Emporium"                                  |
| 2018-2019; 2021 | The Flash                       | Nora West-Allen              | Elenco Recorrente (4º Temporada ; 7º Temporada) Elenco Principal (5º Temporada) |
| 2014-2017       | Black Sails                     | Max                          | Protagonista                                                                    |
| 2012-2013       | 90210                           | Megan Rose                   | 6 episódios                                                                     |
| 2011-2012       | The Secret Circle               | Melissa Glasser              | Elenco principal; uma das protagonistas                                         |
| 2011            | Fairly Legal                    | Jessica Nord                 | Episódio: "Pilot"                                                               |
| 2010            | Lie to Me                       | Alison Roberts               | Episódio: "Beyond Belief"                                                       |
| 2010            | Brothers & Sisters              | Angie                        | Episódio: "The Rhapsody of the Flesh"                                           |
| 2008-2010       | Smallville                      | Bette Sans Souci / Plastique | Episódios: "Shield", "Injustice" e "Plastique"                                  |
| 2010            | Undercovers                     | Lizzy                        | Episódio: "Pilot"                                                               |
| 2009-2010       | The Troop                       | Laurel                       | Episódios: "Next Stop: Lakewood" e "Forest Grump"                               |
| 2010            | Visitors                        | Grace                        | Episódio: "John May"                                                            |
| 2009            | Valemont                        | Beatrice                     | Minissérie - 35 episódios                                                       |
| 2009            | Soul                            | Alicia / Alicia Sang         | 5 episódios                                                                     |
| 2009            | Fear Itself                     | Becca                        | Episódio: "The Spirit Box"                                                      |
| 2009            | Exes & Ohs                      | Amy                          | Episódio: "The Happy Homemaker vs. The Cougar"                                  |
| 2007            | Kaya                            | Natalee                      | 10 episódios                                                                    |